# Nagyút–Visonta-vasútvonal
A MÁV 372. számú Nagyút–Visonta-vasútvonala a Mátrai Erőművet az országos vasúthálózathoz kapcsoló, kizárólag teherszállításra használt vasúti mellékvonal Magyarországon, Heves vármegyében. 

## Története
A MÁV 372. számú, egyvágányú, villamosított vonala. 1965–1966 folyamán épült az erőmű ebben az időben megkezdett építkezésének és későbbi üzemeltetésének kiszolgálására. Az erőmű területén fekvő Visontai Kombinát vasútállomástól vezet a Mátraalja lankáin kanyarogva a Budapest–Sátoraljaújhely-vasútvonalon található Nagyút vasútállomásig. Építési hossza 12,28 km, közbenső állomás a vonalon nem létesült. Engedélyezett sebessége 30 km/óra.
A vonal jelentősége az erőmű számára termelő bükkábrányi szénbánya 1985-ös megnyitásával jelentősen felértékelődött, mivel a mintegy 60 kilométerre fekvő lelőhelyről származó tüzelőanyagot a Mezőkeresztes-Mezőnyárád–Bükkábrány-vasútvonalon szállítják az erőműbe. E nagy tömegű fuvarozás gazdaságossá tette a vonal villamosítását, melyet 1992. február 14-én helyeztek üzembe.
Az 1990-es évektől a vonal feladatává vált az erőmű körül megtelepedett, annak technológiájára épülő további ipari üzemek (többek között falazóelem-gyár, hulladékfeldolgozó) szállítási igényeinek kiszolgálása is. 
2017-es adat szerint a Bükkábrány-Visonta viszonylatban szállított szén mennyisége évi ~3,7 millió tonna, ez évi mintegy 5 millió tonnás elegytömeget, azaz jellemzően napi 4-6 alkalommal induló 2000-3000 tonnás vonatokat jelent.